# Liste klassischer Pianisten
Diese Liste klassischer Pianisten verdeutlicht die Tradition der Pianistenausbildung in historischer Reihenfolge während des 19. und frühen 20. Jahrhunderts, die sich für den Großteil der bekannten klassischen Pianisten auf wenige Linien/Schulen zurückführen lässt. Seit Mitte des 20. Jahrhunderts ist die aus der Romantik herrührende Bedeutung des „berühmten Lehrers“ allerdings gesunken.
Die Schüler sind unter dem (wichtigsten) Lehrer eingerückt und, soweit das noch übersichtlich möglich ist, chronologisch sortiert. Für eine umfassendere Liste, die nach Alphabet sortiert ist, siehe Liste von Pianisten.

## Linie Beethoven / Clementi – Czerny – Liszt / Leszetycki
- Muzio Clementi (1752–1832)
  - Johann Baptist Cramer (1771–1858)
  - Johann Nepomuk Hummel (1778–1837)
    - Sigismund Thalberg (1812–1871)
      - Charles Wilfrid de Bériot (1833–1914)
        - Charles Tournemire (1870–1939)
        - Enrique Granados (1867–1916)
        - Ricardo Viñes (1875–1943)
        - Maurice Ravel (1875–1937)
        - Abel Decaux (1869–1943)
        - Paul Loyonnet (1889–1988)

    - Adolf von Henselt (1814–1889)

  - John Field (1782–1837)
  - Ignaz Moscheles (1794–1870)
    - Henry Litolff (1818–1891)
    - Felix Draeseke (1835–1913)
    - Louis Brassin (1840–1884)
      - Arthur De Greef (1862–1940)

    - Ernst Perabo (1845–1920)

  - Carl Czerny (1791–1857)
    - Anton Door (1833–1919)
    - Theodor Kullak (1818–1882)
      - Xaver Scharwenka (1850–1924)
      - Alfred Grünfeld (1852–1924)
      - James Kwast (1852–1927)
        - Percy Grainger (1882–1961)

      - Moritz Moszkowski (1854–1925)

    - Josef Dachs (1825–1896)
      - Wladimir von Pachmann (1848–1933)
      - Isabelle Vengerova (1877–1956)
        - Leonard Bernstein (1918–1990)

    - Franz Liszt (1811–1886)
      - Karl Klindworth (1830–1916)
        - Sergei Ljapunow (1859–1924)

      - Hans Bronsart von Schellendorf (1830–1913)
      - Hans von Bülow (1830–1894)
        - Karl Heinrich Barth (1847–1922)
          - Arthur Rubinstein (1887–1982)
          - Wilhelm Kempff (1895–1991)
            - Mitsuko Uchida (* 1948)
            - Gerhard Oppitz (* 1953)
            - Detlef Kraus (1919–2008)

      - Carl Tausig (1841–1871)
        - Adolf Schulz-Evler (1852–1905)

      - Sophie Menter (1846–1918)
        - Wassili Sapelnikow (1867–1941)

      - Anton Urspruch (1850–1907)
      - Martin Krause (1853–1918)
        - Edwin Fischer (1886–1960)
          - Conrad Hansen (1906–2002)
          - Grete Sultan (1906–2005)
          - Katja Andy (1907–2013)
          - Paul Badura-Skoda (1927–2019)
          - Alfred Brendel (1931–2025)
            - Kit Armstrong (* 1992)
            - Paul Lewis (* 1972)
            - Anne Queffélec (* 1948)
            - Amandine Savary (* 1984)

        - Claudio Arrau (1903–1991)
        - Martha Remmert (1853–1941)

      - Arthur Friedheim (1859–1932)
      - István Thomán (1862–1940)
        - Ernst von Dohnányi (1877–1960)
          - Annie Fischer (1914–1995)
          - Géza Anda (1921–1976)
          - György Cziffra (1921–1994)

        - Béla Bartók (1881–1945)
          - Lili Kraus (1905–1986)
          - Georg Solti (1912–1997)
          - György Sándor (1912–2005)

      - Moriz Rosenthal (1862–1946)
        - Charles Rosen (1927–2012)

      - Emil von Sauer (1862–1942)
        - Stefan Askenase (1896–1985)
          - Martha Argerich (* 1941)

        - Lubka Kolessa (1902–1997)

      - Bernhard Stavenhagen (1862–1914)
      - Conrad Ansorge (1862–1930)
        - Eduard Erdmann (1896–1958)
          - Paul Baumgartner (1903–1976)
            - Karl Engel (1923–2006)

      - Alfred Reisenauer (1863–1907)
        - Sergej Bortkiewicz (1877–1952)

      - Eugen d’Albert (1864–1932)
        - Wilhelm Backhaus (1884–1969)

      - Frederic Lamond (1868–1948)
      - José Vianna da Motta (1868–1948)

    - Theodor Leschetizky (1830–1915)
      - Anna Nikolajewna Jessipowa (1851–1914)
        - Sergej Prokofjew (1891–1953)

      - Ignacy Jan Paderewski (1860–1941)
      - Ossip Gabrilowitsch (1878–1936)
      - Mark Hambourg (1879–1960)
      - Artur Schnabel (1882–1951)
        - Clifford Curzon (1907–1982)
        - Eliza Hansen (1909–2001)
          - Christoph Eschenbach (* 1940)
          - Justus Frantz (* 1944)

        - Władysław Szpilman (1911–2000)
        - Adrian Aeschbacher (1912–2002)
        - Rudolf Firkušný (1912–1994)
        - Dinu Lipatti (1917–1950)
        - Maria Curcio (1918–2009)
          - Terence Judd (1957–1979)

        - Claude Frank (1925–2014)
        - Leon Fleisher (1928–2020)

      - Gottfried Galston (1879–1950)
      - Walter Braunfels (1882–1954)
      - Elly Ney (1882–1968)
      - Ignaz Friedman (1882–1948)
      - Paul Wittgenstein (1887–1961)
      - Benno Moiseiwitsch (1890–1963)
      - Mieczysław Horszowski (1892–1993)
        - Eugene Istomin (1925–2003)
        - Murray Perahia (* 1947)

## „Russische Schule“, insb.Moskauer Konservatorium
- Franz Xaver Gebel (1787–1843)
  - Alexander Villoing (1808–1878)
    - Anton Rubinstein (1829–1894)
      - Teresa Carreño (1853–1917)
        - Télémaque Lambrino (1878–1930)

      - Konstantin Igumnow (1873–1948)
        - Lew Oborin (1907–1974)
          - Vladimir Ashkenazy (* 1937)
          - Peter Rösel (* 1945)

        - Jakow Flier (1912–1977)
          - Wiktorija Postnikowa (* 1944)
          - Michail Pletnjow (* 1957)

      - Józef Hofmann (1876–1957)
        - Shura Cherkassky (1909–1995)
        - Jorge Bolet (1914–1990)

      - Sandra Droucker (1875–1944)

    - Nikolai Rubinstein (1835–1881)
      - Wassili Safonow (1852–1918)
        - Alexander Skrjabin (1872–1915)
          - Wladimir Sofronizki (1901–1961)

        - Josef Lhévinne (1874–1944)
        - Nikolai Medtner (1880–1951)

      - Alexander Siloti (1863–1945)
        - Sergei Rachmaninow (1873–1943)
        - Alexander Goldenweiser (1875–1961)
          - Samuil Feinberg (1890–1962)
          - Leonid Rojsman (1916–1989)
          - Lasar Berman (1930–2005)
          - Dmitri Baschkirow (1931–2021)
            - Dmitri Alexejew (* 1947)
            - Yulia Goncharenko (* 1968)
            - Arcadi Volodos (* 1972)

          - Nelly Akopian (1941–2025)

- Leopold Godowsky (1870–1938)
  - Heinrich Neuhaus (1888–1964)
    - Jakow Sak (1913–1976)
    - Swjatoslaw Richter (1915–1997)
    - Emil Gilels (1916–1985)
      - Waleri Afanassjew (* 1947)

    - Lew Naumow (1925–2005)
      - Andrei Hoteev (1946–2021)
      - Andrei Gawrilow (* 1955)
      - Konstantin Scherbakov (* 1963)

    - Stanislaw Neuhaus (1927–1980)
    - Igor Schukow (1936–2018)
    - Elisso Wirsaladse (* 1942)
      - Boris Beresowski (* 1969)

    - Radu Lupu (1945–2022)

- Felix Blumenfeld (1863–1931)
  - Simon Barere (1896–1951)
  - Wladimir Horowitz (1903–1989)
    - Byron Janis (1928–2024)

## „Französische Schule“, insb.Conservatoire de Paris
- Friedrich Kalkbrenner (1785–1849)
  - Camille Stamaty (1811–1870)
    - Camille Saint-Saëns (1835–1921)
      - Isidore Philipp (1863–1958)
        - Nikita Magaloff (1912–1992)
          - Ingrid Haebler (1929–2023)

        - Monique de la Bruchollerie (1915–1972)
          - Cyprien Katsaris (* 1951)

- Pierre Zimmermann (1785–1853)
  - Charles Valentin Alkan (1813–1888)
  - Antoine François Marmontel (1816–1898)
    - Louis Diémer (1843–1919)
      - Sigismond Stojowski (1870–1946)
        - Oscar Levant (1906–1972)

      - Édouard Risler (1873–1929)
      - Alfred Cortot (1877–1962)
        - Clara Haskil (1895–1960)
        - Vlado Perlemuter (1904–2002)
          - Christian Zacharias (* 1950)

        - İdil Biret (* 1941)

      - Alfredo Casella (1883–1947)
      - Yves Nat (1890–1956)
        - Pierre Sancan (1916–2008)
        - Yuri Boukoff (1923–2006)
        - Jörg Demus (1928–2019)

      - Robert Casadesus (1899–1972)
        - Claude Helffer (1922–2004)
          -             - Nora Mulder (* 1965)

    - Marguerite Long (1874–1966)
      - Yvonne Lefébure (1898–1986)
      - Bruno Leonardo Gelber (* 1941)

## „Britische Schule“
- Tobias Matthay (1858–1945)
  - Myra Hess (1890–1965)
    - Harri Kahlos (1969-)

## „Katalanische Schule“ (Conservatori de Barcelona, Conservatori del Liceu, Acadèmia Granados-Marshall)
- Pere Tintorer (1814–1891)
  - Joan Baptista Pujol (1835–1898) (Conservatori de Barcelona)
    - Carles Vidiella (1856–1915)
      - Joaquim Nin (1879–1949)

    - Isaac Albéniz (1860–1909)
      - Emili Vilalta (1867–1930)

    - Màrius Calado (1862–1926)
    - Joan Baptista Pellicer (1862–1930)
      - Amadeu Cuscó (1876–1942)
      - Benvingut Socias (1877–1951)
      - Josep Sabater (1882–1969)
      - Emília Miret (1892– nach 1941)

    - Enrique Granados (1867–1916)
      - Frederic Longás (1897–1968)
      - Roberto Gerhard (1896–1970)
      - Paquita Madriguera (1900–1965)
      - Frank Marshall (1883–1959)
        - Mercè Roldós (1910–1989)
          - Àngel Soler i Renales (1940–2017)

        - Enric Torra (1910–2003)
        - Alexandre Vilalta (1905–1984)
        - Maria Vilardell i Viñas (1922–2011)
        - Alicia de Larrocha (1923–2009)
          - Antonio Ruiz-Pipó (1934–1997)
          - Antoni Besses (* 1945)
          - Eulàlia Solé (* 1946)
          - Antonio Soria (* 1967)
          - Daniel Blanch (* 1974)
          - Luis Fernando Pérez (* 1977)
          - Alba Ventura (* 1978)

        - Jaime Padrós (1926–2007)
        - Rosa Sabater (1929–1983)
        - Rosa Maria Kucharski (1929–2006)
        - Albert Giménez i Atenelle (* 1937)
          - Ignasi Cambra (* 1987)
          - Abraham Mateos (* 1991)
          - Anna Serret i Almenara (* 1988)

    - Joaquim Malats (1872–1912)
    - Frederic Lliurat (1876–1956)
    - Ricardo Viñes (1875–1943)
      - Enriqueta Garreta (1907–1971)
      - Maria Canals (1914–2010)
        - Leonora Milà (* 1942)

  - Pere Serra (1870–1934) (Conservatori del Liceu)
  - Modest Serra (1873–1962)
    - Frederic Mompou (1893–1987)

  - Joan Lamote de Grignon (1872–1949)
    - Ferran Ardèvol (1887–1972)
      - José Ardévol (1911–1981)
      - Joan Guinjoan (1931–2019)
        - Josep Colom (* 1947)
          - Javier Perianes (* 1978)